# Superaglomerado de Ofiúco
Superaglomerado de Ofiúco é um superaglomerado de galáxias próximo na constelação Ofiúco. O superaglomerado forma a parede mais distante do vazio Ofiúco; também pode estar conectado em um filamento, com o superaglomerado de Pavo-Indus-Telescopium e o superaglomerado de Hercules. Esse superaglomerado está centralizado no aglomerado cD Ophiuchus e tem pelo menos mais dois aglomerados de galáxias, mais quatro grupos de galáxias, várias galáxias de campo como membros.
Em fevereiro de 2020, os astrônomos relataram que uma cavidade de 100 milhões de anos-luz no Superaglomerado de Ofiúco se originou da ejeção de ~270 milhões de massas solares de um buraco negro supermassivo próximo, a maior explosão conhecida no Universo desde o Big Bang.